# Холмуша
Холмуша — небольшая река в Ивановской области России, правый приток Вязьмы, протекает в лесной местности Лежневского района.
Холмуша начинается на высоте примерно 122 м над уровнем моря. Генеральным направлением течения реки является восток. Устье находится на высоте 96 м над уровнем моря между деревнями Кудреватик и Афанасово.
Не судоходна. Населённых пунктов вдоль русла реки нет.